# Spasitel zabijákem
Spasitel zabijákem (v anglickém originále Dog of Death) je 19. díl 3. řady (celkem 54.) amerického animovaného seriálu Simpsonovi. Scénář napsal John Swartzwelder a díl režíroval Jim Reardon. V USA měl premiéru dne 12. března 1992 na stanici Fox Broadcasting Company a v Česku byl poprvé vysílán 25. března 1994 na stanici ČT1.

## Děj
Kvůli nedorozumění si celé město myslí, že v loterii je neuvěřitelných 130 000 000 dolarů. Homer proto stejně jako zbytek města nakoupí velké množství loterijních lístků. Štěstěna se na něj neusměje a hlavní výhru získá televizní moderátor Kent Brockman. Navíc se záhy zjistí, že jejich pes Spasitel má silně zdeformovaný žaludek a nutně potřebuje operaci, jinak zemře. Operativní zákrok není levná záležitost a Simpsonovi si jej nemohou dovolit. Homer i ostatní členové rodiny se snaží sehnat peníze, kde se dá, a uskromňují se. Nakonec se jim podaří získat potřebný finanční obnos, a tak je Spasitel zdárně operován, ovšem po čase se radost mění na vztek, jelikož teprve teď na rodinu dopadají následky jejich rapidního šetření. Spasitel si uvědomuje, že členové rodiny vůči němu cítí hněv, a tak utíká. Procestuje řadu míst a zažívá řadu zajímavých dobrodružství. Mezitím po něm Simpsonovi bezvýsledně pátrají.
V tuto dobu pan Burns hledá náhradu za svého zestárlého hlídacího psa, a proto se vydává do psího útulku. Tam narazí právě na Spasitele, jenž se mu zalíbí a z něhož se rozhodne udělat svého nového krvelačného hlídacího pomocníka. Nejprve se mu to samozřejmě nedaří, ale po čase se mu povede vycvičit Spasitele podle svých představ.
Simpsonovi už se vzdali nadějí, že svého psa naleznou, jediný, kdo pokračuje v hledání, je Bart, který se vydává optat sousedů. Nakonec psa nalézá u pana Burnse. Vycvičený Spasitel na něho zaútočí, ovšem pak si uvědomí, že je to jeho bývalý páníček.
V závěru se Spasitel vrací k rodině, která má samozřejmě radost z jeho objevení.

## Produkce
Díl napsal dlouholetý scenárista John Swartzwelder a režíroval jej Jim Reardon. Producenti se rozhodli vytvořit další epizodu zaměřenou na Spasitele, protože se jim líbily ty předchozí, zejména Vánoce u Simpsonových z 1. řady, ve které ho přijímá rodina Simpsonových. Reardon poznamenal, že jedním z nejtěžších úkolů při tvorbě této epizody bylo zajistit, aby Spasitel nevyjadřoval žádné lidské výrazy, protože štáb dával přednost tomu, aby se zvířata v seriálu chovala přesně tak, jak se chovají v reálném životě. Zápletka Spasitele zabijákem byla založena na zkušenosti, kterou Swartzwelder zažil se svým vlastním psem. Ryan Ellem z deníku Gold Coast Bulletin poznamenal, že dilema rodiny Simpsonových s náklady na veterinární zákrok je „velmi reálné“ dilema, kterému čelí mnoho rodin, jež „normálně nemají rozpočet na hnisavé koleno psa“.

## Kulturní odkazy
Spasitel zabijákem obsahuje řadu odkazů na populární kulturu a slavné psy. Dobrodružství Spasitele připomíná děj filmu Neuvěřitelná cesta z roku 1963. Scéna, v níž pan Burns vymývá Spasitelovi mozek technikou Ludovico, je parodií na film Stanleyho Kubricka Mechanický pomeranč, včetně způsobu, jakým jsou Spasiteli drženy otevřené oči, zatímco je nucen sledovat film, v němž se objevuje týrání psů, například fyzické napadání psů a jejich bouchání do hlavy padajícími záchodovými víky. Během části zazní devátá symfonie Ludwiga van Beethovena. V jiné scéně je odkazováno na psa Lassie, když Spasitel zachraňuje dítě z hořící budovy. Homer tvrdí, že Spasitel se dostane do psího nebe, zatímco pes Richarda Nixona Checkers a pes Adolfa Hitlera Blondi do psího pekla. Doktor, který provádí operaci Spasitele, je založen na titulní postavě Vince Edwardse ze seriálu Ben Casey.
Díl také paroduje reklamy na loterie. V jedné reklamě, která se v epizodě objevuje, se v oznámení uvádí: „Státní loterie, kde vyhrává každý.“, zatímco ve spodní části obrazovky se objevuje malá poznámka: „Skutečná šance na výhru je 1 : 380 000 000.“. Během vrcholu loterijní horečky ve Springfieldu oznamuje moderátor zpráv Kent Brockman v televizi, že lidé, kteří doufají, že získají tipy, jak vyhrát jackpot, si v místní knihovně vypůjčili všechny dostupné výtisky knihy Shirley Jacksonové The Lottery. Jedním z nich je Homer, který knihu hodí do krbu poté, co Kent prozradí, že „kniha samozřejmě neobsahuje žádné rady, jak vyhrát v loterii. Je to spíše mrazivý příběh o konformitě, která se zbláznila.“ V knize Shirley Jackson: Essays on the Literary Legacy Bernice Murphyová poznamenává, že tato scéna ukazuje některé z nejrozporuplnějších věcí o Jacksonové: „O viditelnosti Jacksonové nejznámější povídky hodně vypovídá, že více než 50 let po svém původním vzniku je stále natolik slavná, že si zaslouží zmínku v nejslavnějším sitcomu na světě. Skutečnost, že i občanům Springfieldu zcela uniká pointa Jacksonova příběhu (…), lze možná považovat za známku obecnějšího zkreslení Jacksonové a jejího díla.“.
Epizoda obsahuje několik odkazů na předchozí díly seriálu Simpsonovi. Například Spasitele vyzvedne auto na ulici s názvem Michael Jackson Expressway, což je odkaz na díl 3. řady Šílený Homer, v němž starosta Quimby nechal přejmenovat rychlostní silnici na počest očekávané návštěvy Michaela Jacksona. V jiné scéně je vidět Ned Flanders, který má na nohou běžecké boty Assassin z dílu 2. řady Spasitel trapitel. Leták, který Homer nahradí oznámením o „ztraceném zvířeti“, je leták ředitele Skinnera „Neviděli jste moje tělo?“ z epizody Bart vrahem. Líza odkazuje na psa Richarda Nixona Checkerse. Mezi knihami, které skončí v krbu Simpsonových, jsou také The Lottery od Shirley Jacksonové, 451 stupňů Fahrenheita od Raye Bradburyho, Fatherhood od Billa Cosbyho a kniha s názvem Canine Surgery. Otcovství bylo hojně zmiňováno v epizodě Hromské soboty na začátku této řady. Scéna, v níž pan Burns a Smithers vymývají mozek Spasitelovi, je parodií na film Mechanický pomeranč s Beethovenovou „Ódou na radost“. V dílu jsou použity záběry, které by psovi přitížily: pes je udeřen srolovanými novinami, bota kope do misky s vodou, kotě si hraje s klubíčkem provázku, tank přejíždí psí boudu, pes je zasažen do hlavy padajícím záchodovým prkénkem a nakonec záběry Lyndona Johnsona, který drží svého psa za uši ve vzduchu (což se skutečně stalo). Při putování Spasitele po vnějších doménách Springfieldu zní hudba z dětské hudební pohádky Peter and the Wolf, kterou složil Sergej Prokofjev. Tato epizoda také odkazuje na několik kontroverzí ohledně Michaela Jacksona; například sluha Kenta Brockmana řekne Kentovi, že jeho domácí lama pokousala Teda Kennedyho, a pan Burns spí v železných plicích jako součást své léčby dlouhověkosti. V této epizodě je poprvé vidět, jak někdo jiný než Homer říká „D'oh!“, a to Líza, když dostane za úkol vypracovat referát o Mikuláši Koperníkovi a uvědomí si, že nemá žádné příručky. Jedno z míst, kam se vydává Spasitel, Swartzwelder County, kde zachraňuje dítě z hořícího domu, je odkazem na autora této epizody, Johna Swartzweldera.

## Přijetí
Díl byl poprvé odvysílán na stanici Fox ve Spojených státech 12. března 1992. Epizoda se v tom týdnu umístila na 19. místě ve sledovanosti a porazila svého hlavního konkurenta, The Cosby Show (NBC), který skončil na 28. místě. Díl získal rating 14,2 podle Nielsenu, což odpovídá přibližně 13,1 milionu diváckých domácností, čímž se Simpsonovi stali nejsledovanějším pořadem na stanici Fox v týdnu, kdy byla epizoda vysílána.
Od svého odvysílání získal díl pozitivní hodnocení od televizních kritiků. Tom Adair z The Scotsman jej považuje za klasickou epizodu seriálu a Mark Zlotnick z UGO's DVDFanatic jej označil za jednu ze svých osobních nejoblíbenějších ze 3. řady. Nathan Ditum z Total Filmu označil odkaz epizody na film Mechanický pomeranč za desátou nejlepší filmovou referenci v historii seriálu. Nate Meyers z Digitally Obsessed ohodnotil díl známkou 3 z 5 a poznamenal, že lidé, kteří mají rádi psy, si epizodu užijí, částečně kvůli programu výcviku útočných psů pana Burnse, který Meyers označil za „geniální odkaz na Mechanický pomeranč“. Dodal, že epizoda pravděpodobně neuspokojí oddané fanoušky a vztah mezi rodinou a Spasitelem „nezaregistrují“ náhodní diváci; „přesto je tu dost smíchu (zejména ve zvířecí nemocnici), aby se diváci bavili“.
Colin Jacobson z DVD Movie Guide také pochválil parodii na Mechanický pomeranč a označil ji za „pravděpodobně nejvtipnější parodii na Mechanický pomeranč, jakou jsem kdy viděl“. Jacobson dodal, že epizoda jako celek nabízí „úžasný program (…) – od vtípků o loterii a veřejné hysterii, které pořad otevírají, přes pohromy, jež rodinu potkají, když Spasitel onemocní, až po bizarní eskapády, které přivítají psíka, když se rozdělí, poskytuje Spasitel zabijákem vtipný kousek“.
Autoři knihy I Can't Believe It's a Bigger and Better Updated Unofficial Simpsons Guide, Warren Martyn a Adrian Wood, pochválili několik scén z dílu včetně Homerova snu o výhře v loterii, vymývání mozku Spasitele panem Burnsem a závěrečné věty dílu, že „při natáčení této epizody nebylo ublíženo žádnému psu. Kočka onemocněla a někdo zastřelil kachnu. Ale to je všechno.“
Bill Gibron z DVD Verdictu komentoval, že „pokřivený žaludek Spasitele znamená, že si rodina musí sama rozpočítat peníze na operaci, a výsledkem jsou jedny z nejlepších hlášek v historii seriálu. Od ‚mizerného buřtíka na noc‘ po ‚mmmm, rypáčky‘, zdá se, že život v tvrdém nárazu oživuje Homera v jednoho sarkastického bastarda.“ V roce 2007 Mikey Cahill z Herald Sun označil gag na tabuli z této epizody za třetí nejlepší tabulový gag v historii seriálu.
Nathan Rabin z The A.V. Clubu při recenzi této epizody v roce 2011 poznamenal: „Možná proto, že je to zasranej pes, není Spasitel nikdy rozvinut tak plně jako ostatní postavy, takže nezbytné orgie sentimentu na konci epizody, kdy se Spasitel radostně shledá s Bartem, působí trochu lacině a nezaslouženě.“.